# Beta-litička metaloendopeptidaza
Beta-litička metaloendopeptidaza (EC 3.4.24.32,  beta-litička proteinaza, ahromopeptidazna komponenta, beta-litička metaloproteinaza, beta-litička proteaza, Myxobakterija sorangium beta-litička proteinaza, Myxobacter495 beta-litička proteinaza) je enzim. Ovaj enzim katalizuje sledeću hemijsku reakciju
Razlaganje N-acetilmuramoil--{Ala}, i lanca insulina B u 
Ovaj ezim je prisutan u Achromobacter lyticus i Lysobacter enzymogenes.

## Literatura
- Nicholas C. Price; Lewis Stevens (1999). Fundamentals of Enzymology: The Cell and Molecular Biology of Catalytic Proteins (Third изд.). USA: Oxford University Press. ISBN 019850229X.
- Eric J. Toone (2006). Advances in Enzymology and Related Areas of Molecular Biology, Protein Evolution (Volume 75 изд.). Wiley-Interscience. ISBN 0471205036.
- Branden C; Tooze J. Introduction to Protein Structure. New York, NY: Garland Publishing. ISBN 0-8153-2305-0.
- Irwin H. Segel. Enzyme Kinetics: Behavior and Analysis of Rapid Equilibrium and Steady-State Enzyme Systems (Book 44 изд.). Wiley Classics Library. ISBN 0471303097.
- William P. Jencks (1987). Catalysis in Chemistry and Enzymology. Dover Publications. ISBN 0486654605.

## Spoljašnje veze
- Beta-lytic+metalloendopeptidase на 